# Uranius Tholus
Der Uranius Tholus ist ein Vulkan in der Tharsis-Region auf dem Mars. Er misst ungefähr 61 Kilometer im Durchmesser und ist 4,5 km hoch.